# Lewarde
Lewarde és un municipi francès, situat a la regió dels Alts de França, al departament del Nord. L'any 2006 tenia 2.770 habitants. Limita al nord amb Loffre, a l'est amb Masny, al sud amb Erchin, al sud-oest amb Roucourt i al nord-oest amb Guesnain.

## Demografia
| 1962                                       | 1968  | 1975  | 1982  | 1990  | 1999  | 2006  |
| ------------------------------------------ | ----- | ----- | ----- | ----- | ----- | ----- |
| 1.689                                      | 1.886 | 1.992 | 2.289 | 2.768 | 2.782 | 2.792 |
| Des de 1962: població sense dobles comptes |       |       |       |       |       |       |

## Administració

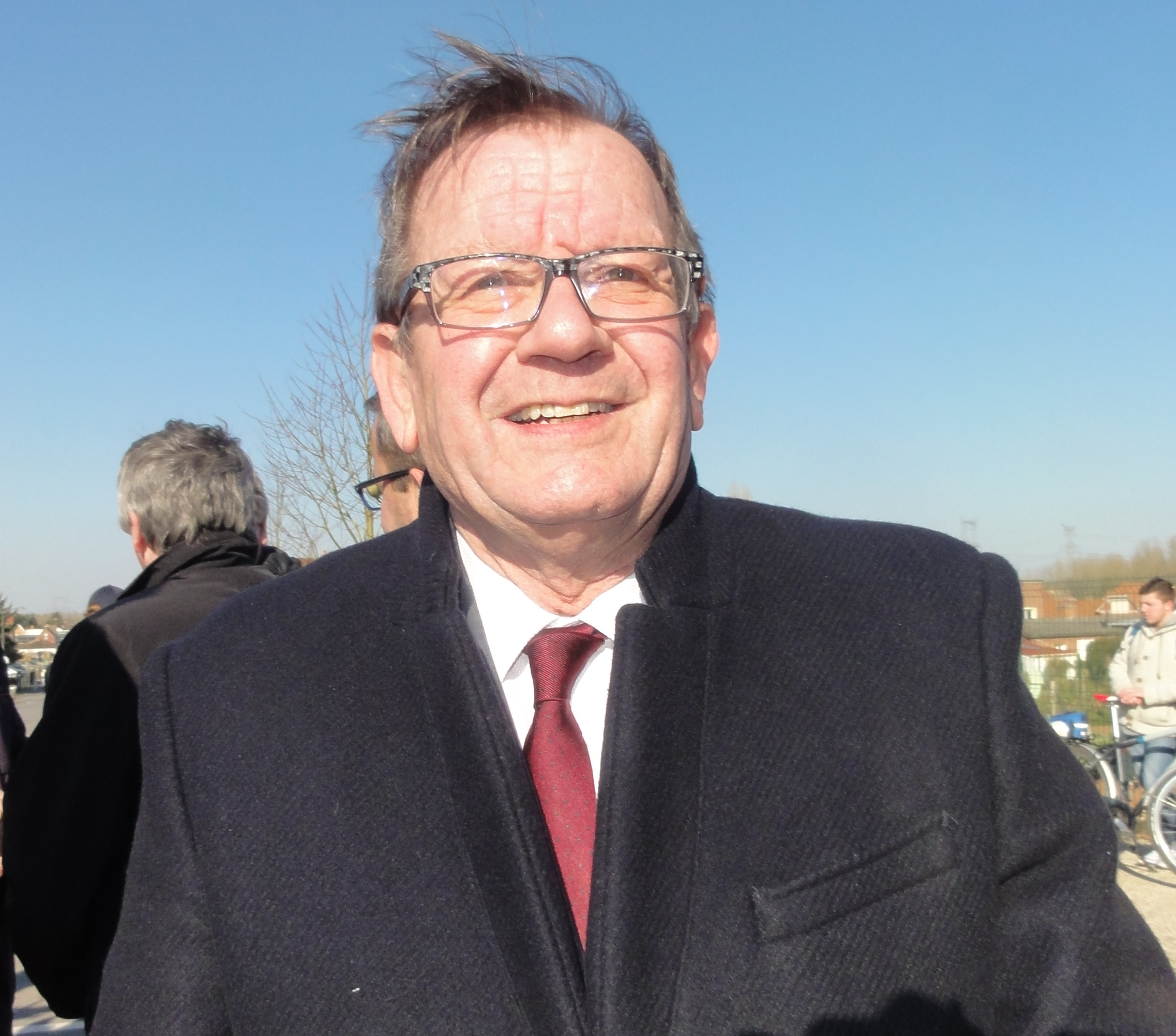
Alain Bruneel.

| Període | Identitat     | Partit |
| ------- | ------------- | ------ |
| 2001-   | Alain Bruneel | PCF    |